# Première Division 2000 (Burkina Faso)
In 2000 werd het 37ste seizoen gespeeld van de Première Division, de hoogste voetbalklasse van Burkina Faso. USFA werd kampioen, niet meer alle standen zijn bekend.  

## Eindstand
| Plaats | Club                           | Wed. | W  | G | V  | Saldo | Ptn. |
| ------ | ------------------------------ | ---- | -- | - | -- | ----- | ---- |
| 1.     | US Forces des Armées           | 22   | 13 | 7 | 2  | 56:24 | 46   |
| 2.     | Étoile Filante Ouagadougou (B) | 22   | 13 | 7 | 2  |       | 46   |
| 3.     | AS Faso-Yennenga               | 22   | 14 | 4 | 4  | 50:21 | 46   |
| 4.     | Racing Club de Bobo            | 22   | 10 | 8 | 4  |       | 38   |
| 5.     | AS Fonctionnaires              | 22   |    |   |    |       |      |
| 6.     | Santos FC                      | 22   |    |   |    |       |      |
| 7.     | US Ouagadougou                 | 22   |    |   |    |       |      |
| 8.     | USFRAN Bobo-Dioulasso          | 22   |    |   |    |       | 22   |
| 9.     | ASEC Koudougou                 | 22   | 5  | 5 | 12 |       | 20   |
| 10.    | Rail Club du Kadiogo           | 22   | 4  | 7 | 11 |       | 19   |
| 11.    | US Comoé de Banfora (P)        | 22   | 5  | 4 | 12 |       | 19   |
| 12.    | Jeunesse Club Bobo-Dioulasso   | 22   |    |   |    |       | 12   |

|     | Kampioen                             |
|     | Degradatie-eindronde                 |
|     | Degradatie naar de Deuxième Division |
| (B) | Bekerwinnaar                         |
| (P) | Promovendus uit de Deuxième Division |

## Internationale wedstrijden
CAF Champions League 2001
| Team #1             | Uitslag | Team #2          | 1e wed | 2e wed |
| ------------------- | ------- | ---------------- | ------ | ------ |
| AS MangaSport       | 0-4     | USFA Ouagadougou | 0-1    | 0-3    |
| (u) Raja Casablanca | 3-3     | USFA Ouagadougou | 2-0    | 1-3    |